# Huracà Ivan
Huracà Ivan va ser el desè huracà de l'Atlàntic més intens mai registrat. El cicló va ser també el sisè huracà i el quart gran huracà de l'activa temporada de 2004. Ivan es va formar com un huracà de tipus cap Verd abans de setembre i va convertir en la novena tempesta anomenada. Es va intensificar fins a assolir la Categoria 5 en l'escala d'huracans de Saffir-Simpson. La seva intensitat màxima es produí al Golf de Mèxic quan Ivan tenia una mida igual que l'estat de Texas. També generà un total de 117 tornados a l'est dels Estats Units.
Ivan va provocar destrosses catastròfiques a Grenada i danys importants a Jamaica, a Grand Cayman i a l'extrem oest de Cuba. Després d'assolir la seva força màxima, l'huracà es va desplaçar en direcció nord-nord-oest a través del Golf de Mèxic fins que va colpejar Gulf Shores (Alabama) com un huracà de Categoria 3, causant estralls significatius. Ivan va generar fortes pluges al sud-est dels Estats Units a mesura que avançava cap al nord-est i est a través de l'est dels Estats Units, esdevenint finalment un cicló extratropical. La baixa romanent de la tempesta es va desplaçar per l'Atlàntic subtropical est i es va regenerar en un cicló tropical de nou. Llavors, va travessar Florida i el golf de Mèxic fins a arribar a Louisiana i Texas, on va causar danys lleus. S'estima que Ivan va provocar destrosses per valor de $18.000 milions (USD del 2004, 20,9 milions d'USD del 2010) als Estats Units, convertint-se en el sisè huracà més costós que assotava el país.